# 空中编程
空中编程（英語：over-the-air programming，缩写OTA，也常被称作空中更新）是一种为设备分发新軟體、配置，乃至更新加密密钥（为例如行動电话、數位視訊轉換盒或安全语音通信裝置——加密的双向无线电）的方法。OTA的一项重要特征是，一个中心位置可以向所有用户发送更新，其不能拒绝、破坏或改变该更新，并且该更新为立即应用到频道上的每个人。用户有可能“拒绝”OTA更新，但频道管理者也可以将其踢出频道。
移动内容领域中还包括空中提供业务（over-the-air service provisioning，OTASP）、空中提供配置（over-the-air provisioning，OTAP）或空中参数管理（over-the-air parameter administration，OTAPA），或向手机提供必要的设置以使其能访问WAP或MMS等服务。
随着手机上的应用和功能越来越多，OTA配備已越来越重要。通过SMS可以OTA更新SIM卡中的数据，以及向手机分发软件更新以及访问WAP、MSS等服务的必要设置。OTA消息可为手机提供远程控制的服务、订阅激活、个性化及编程。
已建立各标准化机构以帮助开发、监督和管理OTA。其中之一是開放移動聯盟（OMA）。
在最近，在無線感測網路和物联网中又有了新的概念，在数百或数千节点组成的网络中，OTA被带入了新的方向：OTA首次使用无须许可的频带（2.4 GHz、868 MHz、900 MHz）以及低能量与流量消耗的协议，例如802.15.4和ZigBee。
Motes通常位于远程或难以访问的位置。例如，Libelium为ZigBee WSN设备实现了智能且易于使用的OTA编程系统。此系统使固件升级变得无需物理访问，节省了重新编程所需的经费和时间。

## 智能手机
在现代的诸如智能手机等移动设备中，空中更新、OTA更新可能只简单指通过Wi-Fi或移動寬頻获取已分发的固件或作業系統更新，其中的“空中”是指无线互联网的应用，而无需用户将设备通过USB连接到计算机才能执行更新。
固件更新就可以通过OTA服务下载。

## 机制
OTA机制需要目标设备的现有软件和硬件支持该功能，即通过无线网络从提供方接收和安装新的软件。
新的软件被转移到手机、安装和投入使用。这通常需要关闭并重新开启手机才能使新的程序生效，也有许多手机会自动执行此操作。

## 方法
取决于实现方法，OTA软件的交付可以在特定动作时触发，例如呼叫服务商的客户支持系统或其他可拨叫服务时，或者也可自动执行。这通常以前一种方式完成，以避免意外的服务中断时间，但也意味着客户需主动调用。一些供应商会向所有客户（或使用特定型号手机的用户）发送SMS文本消息来要求它们拨打服务号码以接收软件更新。
美国供应商Verizon Wireless通过*228服务代码向其客户提供数项OTA功能。选项1为更新手机配置，选项2为更新PRL。Voitel Wireless和StraightTalk类似，它们都使用Verizon网络，基于Verizon的手机网络使用*22890服务代码。Interop Technologies为美国一些SS7无线运营商提供了基于空中的设备管理解决方案.该解决方案允许运营商管理无线设备功能，包括重新编号手机，更新手机设置，应用程序和用户数据及调整PRL以管理成本结构。
为在移动设备OTA中提供参数，设备需要能接收、处理和设置参数的供应商客户端。例如，设备中的设备管理客户端可以接收和提供应用和连接参数。
一般来说，术语OTA意味着使用无线机制来向移动设备发送供应数据或更新用于固件或软件更新的程序包——这使得用户不必去商店或服务中心来获取应用、参数更改，以及固件或软件更新。没有OTA的用户不得不：a) 去商店寻求帮助 b) 使用一台电脑并将设备与电脑用电缆连接，从而更改设备上的配置、向设备添加软件等。

## OTA标准
已有许多描述OTA功能的标准。其中首个是GSM 03.48系列。ZigBee标准套件包括ZigBee空中升级集群，而这是ZigBee Smart Energy Profile的一部分，并为更新设备固件提供可互操作（供应商无关）的方式。

## 相似之处
OTA与其他用于批量生产消費電子產品（例如纜線數據機）的固件分发方法类似，它们使用TFTP作为远程接收新程序的方式，从而减少设备所有者和用户在维护上所花费的时间。
空中配置（over-the-air provisioning，OTAP）也可在无线环境中使用（虽然因安全原因而默认禁用）。它允许接入点（AP）发现其控制器的IP地址。在启用时，控制器告知其他AP在无线电资源管理数据包（RRM）中包含附加信息，从而帮助帮助新接入点了解该控制器。它以纯文本发送，因而容易被嗅探，所以它被默认禁用。